# Кристіаан Равич
Кристіаан Равич (нід. Christiaan Ravych, нар. 30 липня 2002, Кортрейк, Бельгія) — бельгійський футболіст українського походження, захисник клубу «Серкль Брюгге».

## Ігрова кар'єра

### Клубна
Кристіаан Равич є вихованцем футбольної академії клубу «Брюгге». У 2021 році він перебрався до сусіднього клубу «Серкль Брюгге», де продовжив виступати у молодіжній команді. У грудні 2021 року Равич підписав з клубом напівпрофесійний контракт. Першу гру в основі команди футболіст провів у липні 2022 року.
22 березня 2024 року продовжив контракт з клубом до 2027 року.

### Збірна
Кристіаан Равич виступав за юнацькі збірні Бельгії.

## Приватне життя
Батько Кристіаана є українець за походженням, який приїхав до Бельгії із Закарпатської області. Навесні 2023 року Кристіаан висловив бажання в майбутньому грати за національну збірну України.